# Paolo Mazzarelli
Paolo Mazzarelli (Milano, 21 gennaio 1975) è un attore e regista italiano.

## Biografia
Nato a Milano, Mazzarelli si diploma nel 1999 alla Scuola d'arte drammatica Paolo Grassi e quindi intraprende la carriera di attore, lavorando soprattutto a teatro con alcuni fra i più importanti registi (Nekrosius, Stein, Martone, Tolcachir, Carsen, Andò, Veronese ...). Nel 2001 vince il premio speciale al Premio Scenario e nel 2005 il Premio Franco Enriquez, entrambi per lo spettacolo Pasolini, Pasolini!, di cui è regista e interprete. Nel 2009, insieme al collega Lino Musella, fonda la compagnia teatrale MusellaMazzarelli con cui scrive, dirige e interpreta diversi spettacoli, vincendo nel 2010 il premio IN-BOX per FIGLIDIUNBRUTTODIO, nel 2014 il Premio della Critica per il Teatro dato dall'ANCT per lo spettacolo LA SOCIETA', nel 2016 il premio HYSTRIO alla drammaturgia. Nel 2018 vince per la seconda volta il Premio Franco Enriquez come migliore attore dell'anno (insieme a Lino Musella e Monica Nappo) per lo spettacolo Orphans, di Dennis Kelly.
Oltre al teatro Mazzarelli ha preso parte ad alcune pellicole cinematografiche, fra cui Vallanzasca - Gli angeli del male di Michele Placido, La grande bellezza di Paolo Sorrentino, L'ultimo terrestre di Gipi, Noi credevamo di Mario Martone, Genitori quasi perfetti di Laura Chiossone, 3/19 di Silvio Soldini. Ha inoltre recitato in televisione, ad esempio nella serie SKY 1994 (interpretando il ruolo di Umberto Bossi), nel film tv L'assalto di Ricky Tognazzi, dove interpreta uno dei protagonisti, il giovane malavitoso Giovanni , nella fiction Rossella, dove ha interpretato il principale personaggio maschile e antagonista della seconda stagione, Giuliano, in "È arrivata la felicità" serie RAI scritta da Ivan Cotroneo e diretta da Riccardo Milani e Francesco Vicario, della quale è stato uno dei protagonisti, o nella terza e ultima stagione de La porta rossa, con la regia di Gianpaolo Tescari.
Nel 2024 è nel cast del film Parthenope, e prende parte alla tournée di "Molto rumore per nulla", prodotto dal Teatro stabile del Veneto e da "La Pirandelliana", con la regia di Veronica Cruciani.

## Filmografia

### Cinema
- Fame chimica, regia di Antonio Bocola e Paolo Vari (2004)
- Noi credevamo, regia di Mario Martone (2009)
- Vallanzasca - Gli angeli del male, regia di Michele Placido (2010)
- Nauta, regia di Guido Pappadà (2010)
- L'ultimo terrestre, regia di Gipi (2011)
- La grande bellezza, regia di Paolo Sorrentino (2013)
- Italian gangster, regia di Renato De Maria (2015)
- Genitori quasi perfetti, regia di Laura Chiossone (2019)
- Un amore e mille matrimoni (Love Wedding Repeat), regia di Dean Craig (2020)
- Ai confini del male, regia di Vincenzo Alfieri (2021)
- Chi ha incastrato Babbo Natale?, regia di Alessandro Siani (2021)
- 3/19, regia di Silvio Soldini (2021)
- Gli addestratori, regia di Andrea Jublin (2024)
- Parthenope, regia di Paolo Sorrentino (2024)

### Televisione
- Camera Café, di Fabrizio Gasparetto - episodi: 1x429 "L'esaurimento di Paolo" (2006), 4x10 "Diritti d'autore" (2007)
- Medicina generale, di Renato De Maria e Luca Ribuoli (2009)
- Le inchieste dell'ispettore Zen, di Jon Jones (2010)
- Rossella - Capitolo secondo, di Carmine Elia (2012)
- L'assalto, di Ricky Tognazzi (2014)
- La strada dritta, di Carmine Elia (2014)
- La dama velata, di Carmine Elia (2015)
- È arrivata la felicità, regia di Riccardo Milani e Francesco Vicario (2015)
- Squadra antimafia - Il ritorno del boss, regia di Renato De Maria e Samad Zarmandili - serie TV, 6 episodi (2016) - Ruolo: Antimo Corda
- Solo per amore - Destini incrociati, regia di Raffaele Mertes e Daniele Falleri - serie TV (2017)
- Una pallottola nel cuore, regia di Luca Manfredi - serie TV (2018)
- 1994, regia di Giuseppe Gagliardi - serie TV, episodi 3x02-3x03-3x05 (2019)
- H - Helena (Hache) - serie TV, 5 episodi (2021)
- La porta rossa - Terza stagione, regia di Gianpaolo Tescari - serie TV (2023)
- Gangs of Milano - Le nuove storie del blocco, regia di Ciro Visco - serie TV, 4 episodi (2025)

### Teatro
- 2000 – Compagnia Pippo Delbono: Enrico V
- 2001 – La Fura dels Baus: Symbiosis
- 2001 – Aia Taumastica: Tito Andronico, Calibania
- 2001 – ATIR di Serena Sinigaglia: Where is the wonderful life? (protagonista)
- 2001 – Pasolini, Pasolini! (attore/regista)
- 2002 – Eimuntas Nekrošius: Il gabbiano - Ruolo: Trigorin
- 2003 – CSS TSFVG: Giulio Cesare (Shakespeare) (regista e interprete) - Ruolo: Bruto
- 2004 – CSS TSFVG: Morte per acqua (regista)
- 2005 – Davide Enia: Scanna (protagonista)
- 2006 – Matteo Tarasco: La bisbetica domata
- 2006 – CSS TSFVG: Fuoco! (regista e interprete)
- 2007 – Eimuntas Nekrošius: Anna Karenina - Ruolo: Vronsky
- 2010 – Compagnia MusellaMazzarelli: FIGLIDIUNBRUTTODIO
- 2010 – Peter Stein: I demoni - Ruolo: Mavriky
- 2011 – Compagnia MusellaMazzarelli: CRACK MACHINE
- 2011 – EgumTeatro: Il giocatore - Monologo
- 2012 – AMAT/Antonio Mingarelli: L'uomo, la bestia e la virtù - Ruolo: la bestia
- 2012 – Andrea De Rosa: Macbeth - Ruolo: Banquo
- 2012 – Stabile Marche/MusellaMazzarelli: LA SOCIETÀ
- 2013 – Teatro Franco Parenti/MusellaMazzarelli: Indagine su uno spettro al di sopra di ogni sospetto.
- 2014 - Andrea Baracco/Teatro di Roma: HAMLET - Ruolo Claudio
- 2015 - Marche Teatro/MusellaMazzarelli: LE STRATEGIE FATALI
- 2016 - Teatro di Roma, LA MORTE DI DANTON, regia di Mario Martone
- 2017 - Teatro di Roma, EMILIA di Claudio Tolcachir, ruolo Gabriel
- 2018 - Compagnia MusellaMazzarelli/Teatro Franco Parenti/La Pirandelliana: WHO IS THE KING regista e autore
- 2021 - Teatro di Napoli/ Teatro San Ferdinando: BREVI INTERVISTE CON UOMINI SCHIFOSI regia di D. Veronese
- 2022 - Teatro Greco di Siracusa: EDIPO RE regia di Robert Carsen, ruolo Creonte
- 2022 - FERITO A MORTE - testo di Raffaele La Capria regia di Roberto Andò, ruolo Sasà
- 2024 - PINTER'S PARTY - da Harold Pinter, regia di Lino Musella - Teatro di Napoli
- 2024 - MOLTO RUMORE PER NULLA di William Shakespeare, regia di Veronica Cruciani - Teatro Stabile del Veneto e La Pirandelliana